# Enicospilus grandis
Enicospilus grandis är en stekelart som först beskrevs av Cameron 1905.  Enicospilus grandis ingår i släktet Enicospilus och familjen brokparasitsteklar. Inga underarter finns listade i Catalogue of Life.